# Ecoair International
Ecoair International fue una aerolínea con base en Argelia.
La compañía fue fundada en 1999; en 2002 quedó integrada en el Khalifa Group, la matriz de Khalifa Airways. La compañía tenía su base de operaciones en el aeropuerto Houari Boumedienne de Argel. Ecoair International solía efectuar vuelos a Europa, incluyendo Bruselas-Charleroi, y Norte de África así como dentro de Argelia.

## Códigos
- Código IATA: 9H
- Código OACI: DEI

## Historia
Ecoair International fue fundada en 1999 y comenzó a operar con la ayuda de Khalifa Airways y Khalifa Group.